# 上主是我堅固保障

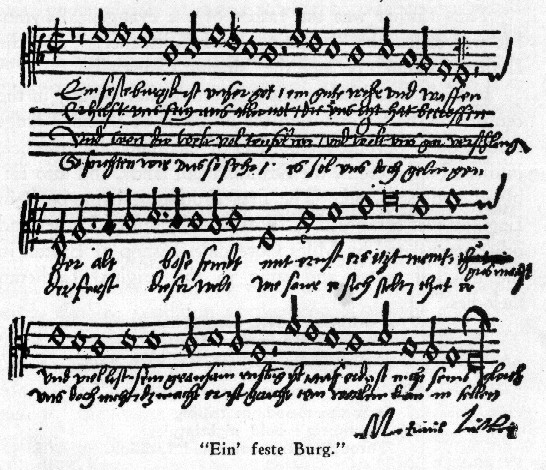
有路德签名的乐谱

《上主是我堅固保障》（德语：Ein feste Burg ist unser Gott）是马丁路德最著名的一首圣诗。路德作词并作曲。时间在1527年到1529年之间的某个时候。 它已经被译为英语至少70次，并翻译为其他多种语言。 歌词来自诗篇 46篇。
1536年，这首圣诗被译为瑞典语。1539年译为英语Psal. Ger., 1722, p. 83.。现在也应用于天主教弥撒。